# Gran Hotel (Leópolis)
El Gran Hotel (en ucraniano: Ґранд Готель) es un hotel ubicado en Leópolis, Ucrania. Fue inaugurado en 1893 y ha sido reconstruido más recientemente entre 2014 y 2018.

## Historia
El hotel fue encargado por Efraim Hausmann y fue construido entre 1892 y 1893. El hotel fue diseñado por Erazm Hermatnik mientras que los atlantes fueron diseñados por Leonard Marconi . Después de la muerte de Hermatnik en 1893, el arquitecto Zygmunt Kędzierski supervisó la finalización del hotel. Reemplazó un edificio anterior de estilo Imperio de dos pisos que sirvió como cuartel general de la policía y que fue el edificio donde nació Leopold von Sacher-Masoch y donde trabajaba su padre.
En 1893, tras su inauguración, también se le dotó de electricidad.
Entre 1893 y 1895, se agregó al hotel un pasaje comercial al aire libre, Hausmann Passage, con la entrada en la actual Svobody Prospekt y que conduce a las actuales Doroshenka Street y Sichovych Striltsiv Street.
En 1910, el hotel fue renovado por primera vez por el estudio de arquitectura de Edmund Żychowicz. En la década de 1930 se reconstruyó su planta baja.
Durante la época soviética, el hotel llevó inicialmente el nombre de su ciudad, Lviv (nombre de la ciudad Leópolis en idioma local), y desde 1964 Verkhovyna . En 1990, el hotel fue comprado por Marta Fedoriv, como resultado de una extensa renovación en 1991-1992 y una vez más pasó a llamarse Gran Hotel.
De los 25 hoteles que estuvieron presentes en Leópolis durante los períodos austrohúngaro y polaco, el Gran Hotel es uno de los dos que continúan funcionando como hoteles hasta el día de hoy.
En 2014, el hotel se cerró por renovación y reconstrucción por tercera vez. Se esperaba que el hotel reabriera como propiedad de Crowne Plaza, aunque al final se tomó la decisión de permanecer bajo su propia marca. Fue reabierto a finales de marzo de 2018.

## Arquitectura
El hotel fue diseñado en estilo neobarroco por Erazm Hermatnik con la construcción supervisada por Zygmunt Kędzierski después de la muerte de Hermatnik. Las esculturas que decoran la fachada principal fueron creadas por Leonard Marconi.
El hotel se sometió a tres renovaciones en su historia, en 1910, en 1991-1992 y finalmente en 2014-2018, aunque el diseño original del edificio se mantuvo prácticamente sin cambios. Durante la segunda renovación, se instaló un panel de vidrieras diseñado por Hryhorii Komskyi y se dejó intacto durante la renovación más reciente. Durante la renovación más reciente, el hotel también se amplió y se agregó un ala adicional.
Desde su reapertura, el hotel se ha ampliado significativamente y ofrece 121 habitaciones y suites, incluida una suite con temática BDSM para reflejar el hecho de que Sacher-Masoch nació en un edificio que una vez estuvo en la ubicación actual del hotel. El hotel ahora también cuenta con un lobby bar, un spa de 2.500 m² y una sala de conferencias.